# Eugenia ramonae
Eugenia ramonae är en myrtenväxtart som beskrevs av Attila L. Borhidi och O.Muniz. Eugenia ramonae ingår i släktet Eugenia och familjen myrtenväxter.
Artens utbredningsområde är Kuba. Inga underarter finns listade i Catalogue of Life.